# ザ・スニーカー
『ザ・スニーカー』は、かつて角川書店が発行していた日本の隔月刊ライトノベル雑誌。1993年4月創刊、2011年2月休刊。毎偶数月30日に発売され、通巻103号が発行された。略称は「スニーカー」。

## 概要
1993年創刊。判型はB5判。掲載作品のキャラクターのイラストをあしらった下敷きやポスター、フィギュアなどが、たびたび付録になっていた。
社団法人日本雑誌協会によると2007年10月から2008年9月末までの『ザ・スニーカー』の印刷証明付発行部数の1号あたりの平均は、29,834部。姉妹誌として、ザ・スニーカーの増刊誌として発行し、角川ビーンズ文庫を母体としている隔月刊『ザ・ビーンズ』、角川ルビー文庫を母体としている『ザ・ルビー』がある。
2011年休刊。2011年4月28日、角川スニーカー文庫20周年記念特設サイトと同アドレスに『角川スニーカー文庫公式サイト ザ・スニーカーWEB』が開設され、ザ・スニーカーWEBでは書き下ろしの読み切り小説を掲載する予定であることが告知された。スニーカー大賞の選考結果も掲載されている。

## 沿革
- 1993年4月5日 - 1988年に創刊した角川スニーカー文庫の母体雑誌として、『野性時代』の増刊という形で創刊した。当初は季刊だった。
- 1994年 - 「女性のためのファンタジー雑誌」と銘打った姉妹誌『ザ・スニーカースペシャル』が登場。1年間（季刊で4巻）刊行される。
- 1995年6月5日 - この日発売の号で『スペシャル』の一部連載を引き継ぎ、隔月刊化される。
- 1996年4月30日 - この日発売の6月号より独立新創刊。
- 2003年 - 12月号よりロゴを変更。
- 2010年
  - 第三種郵便物に承認される。
  - 8月号で通巻100号を達成。
- 2011年 - 2月28日発売の4月号をもって休刊[1]。通巻103号。休刊の報道記事によれば、2011年2月時点の発売部数は約2万部[1]。編集長の坂本浩一によれば、近年は部数は減少していなかったと述べており[2]スニーカー文庫のラインナップ強化を休刊号の編集後記や毎日新聞社の取材[3]で示唆し、ウェブや電子書籍などを用いて読者のニーズに迅速に答えていくと述べている。
- 2018年10月31日 - 角川スニーカー文庫の誕生30周年を記念して、1号限りの復活となる特別号「ザ・スニーカーLEGEND」が発刊[4]。

## 掲載作品
※ 作品名の五十音順。作品リストの記述は2010年12月27日現在。

### 小説
- R-15（伏見ひろゆき）
- MM9（山本弘）
- 神様ゲーム（宮崎柊羽）
- 円環少女（長谷敏司）
- ジャンクガール・ジグ（日日日）
- サクラダリセット（河野裕）
- 涼宮ハルヒシリーズ（谷川流）
- 東京皇帝☆北条恋歌（竹井10日）
- ダンタリアンの書架（三雲岳斗）
- 薔薇のマリア（十文字青）
- ラグナロク（安井健太郎）
- レイセン（林トモアキ）
- レンタルマギカ（三田誠）
- 夜明けの死神（近藤左弦）

### イラストストーリー
- シザーズクラウン-セカイの仕立屋-（THORES柴本）

### 漫画
- 99番地のクロニカ（椋本夏夜）
- 涼宮ハルヒちゃんの憂鬱（原作：谷川流、キャラクター原案：いとうのいぢ、漫画：ぷよ）
- なかせっとライブラリ（なかせよしみ）

### コラム、エッセイ（漫画形式含む）
- オロカものの伝説（桐嶋たける）
- 中村うさぎのビンボー日記（中村うさぎ）[注 1]

## 連載終了作品

### 小説（連作）
※ 作品名を五十音順に並べた。また、続編のある作品はひとつにまとめた。
あ行
- Add（仁木健）
- アベノ橋魔法☆商店街（あかほりさとる）
- アルティメット・ファクター（椎葉周）
- イチゴ色禁区（神崎リン）
- NG騎士ラムネ&40外伝（あかほりさとる）
- オイレンシュピーゲル（冲方丁）

か行
- 風の歌 星の道外伝（冴木忍）
- 神様ゲーム（宮崎柊羽）
- カラワンギ・サーガラ外伝（津守時生）
- Kar-Man〜業の獣（梅津裕一）
- 機動戦士ガンダムSEED ASTRAY（千葉智宏）
  - 機動戦士ガンダムSEED DESTINY ASTRAY
- 銀星みつあみ航海記（鷹見一幸）
- 源平伝NEO（あかほりさとる）
- GOTH リストカット事件（乙一）[注 2]
- コードギアス 反逆のルルーシュ 朱の軌跡（岩佐まもる）
- 小娘オーバードライブ（笹本祐一）

さ行
- されど罪人は竜と踊る（浅井ラボ）[注 3]
- 枝篇・刃鳴散らす（奈良原一鉄）
- シャルロット・ホームズの冒険（吉岡平）
- シャンク!!ザ・レイトストーリー（秋田禎信）
- シュガーダーク（新井円侍）
- 巡検使カルナー（竹河聖）
- 神拳 李酔竜（高千穂遙）
- 戦塵外史（花田一三六）[注 4]
- 戦闘城塞マスラヲ（林トモアキ）
- センチメンタルグラフティ（大倉らいた）
- ぞんびnaランデ☆ヴー（浜崎達也）

た行
- 立喰師列伝（押井守）
- サイコ3 （PSYCHO-CUBE） LOLITA-°C（大塚英志）
- 堕神奇譚（前田珠子）
- 食べごろ♥斬魔行（池端亮）
- タマラセ（六塚光）
- ∀ガンダム（佐藤茂）
- 桜ish（チェリッシュ）-推定魔法少女-（一肇）
- チキチキ美少女神仙伝!（嬉野秋彦）
- ティルト・ワールド・ライブノベル（小川直人 / 安田均、友野詳）
  - コクーン・ブースター・ストーリー
- 月と闇の戦記（森岡浩之）
- DOORS（神坂一）
- ドラゴンクルス（あすか正太）
- トラブルシューター シェリフスターズSS（神坂一）
- トリニティ・ブラッド（吉田直）[注 5]

な行
- 流れゆく河のように（冴木忍）
- ネオクーロン（鷹見一幸）

は行
- ばいおれんす☆まじかる!（林トモアキ）
- バイトでウィザード（椎野美由貴）
- ヒメゴトシステム（神崎リン）
- フォーチュン・クエスト外伝（深沢美潮）
- ブレイドライン（水野良）
- ベティ・ザ・キッド（秋田禎信）
- ヘヴンズ・ルール（後池田真也）
- 放課後退魔録（岡本賢一）
- 北神伝綺（大塚英志）
- ボクらは霊能探偵団!（中村うさぎ）

ま行
- マキゾエホリック（東亮太）
- 魔獣戦士ルナ・ヴァルガー外伝（秋津透）
- 魔動王グランゾート外伝（広井王子）
- みすてりあるキャラねっと（清涼院流水）
  - めいきゃっぴキャラねっと
  - であいまちょキャラねっと
- 緑の戦士（栗本薫）
- ミラー・エイジ（グループSNE）
- 未来放浪ガルディーン（火浦功）
- ミルナの禁忌（白倉由美）
- ムシウタbug（岩井恭平）
- MAZE爆熱時空外伝（あかほりさとる）

や行
- 闇の運命を背負う者（神坂一）
- 妖怪寺縁起（冴木忍）
- 妖魔夜行（安田均、山本弘、友野詳）

ら行
- ランブルフィッシュ（三雲岳斗）
- リスキー・ダイブ Burst（後池田真也）
- リバーシブル（水月昂）
- ルナル・サーガ外伝（友野翔）
  - ルナル・ジェネレーション
  - カルシファード旋風録
- 憐 Ren（水口敬文）
- レンズと悪魔（六塚光）
- ロードス島戦記外伝（水野良）
  - ロードス島伝説
  - 新ロードス島戦記

### 小説（短編）
※ 作品名を五十音順に並べた。また、著者が同じ作品はひとつにまとめた。
あ行
- アース・リバース Preview（三雲岳斗）
- アルスラーン戦記外伝 東方巡歴（田中芳樹）
- イマジン秘蹟（サクラメント）（本田透）
- ウィズメイド エンジェル（出海まこと）
- E×N（どば）
- 大沢さんに好かれたい。（桑島由一）
- お日様は今夜も空を飛ぶ（こちふかば）
- 丘ルトロジック（耳目口司）

か行
- 陽炎の城（藤水名子）
  - 孔雀 東南へ…… - 三国純愛篇 -
- 風の吹くまま（神坂一）
  - 夜を渡るもの
  - ザ・サイレント・シング 姿なきもの
- キディ・グレイド（青木智彦）
- 狂乱家族日記（日日日）
- 交響詩篇エウレカセブン（杉原智則）
- Calling You（乙一）
  - しあわせは子猫のかたち
  - 傷 -KIZ / KIDS-
  - 未来予報
  - 手を握る泥棒のはなし
  - フィルムの中の少女
- 子ひつじは 迷わない（玩具堂）

さ行
- 斬魔大聖デモンベイン（古橋秀之）
- 執事王セバスチャン（あおしまたかし）
- 純情感情エイリアン（こばやしゆうき）
- 消閑の挑戦者（岩井恭平）
- 女子大生会計士の事件簿（山田真哉）
- 塵骸魔京（海法紀光）
- 精獣戦争 螺旋は呼ぶ（三田誠）
- 赤衣の使者 紅朧夢（冲方丁）
  - 沈黙の颸
- セレスティアル・フォース（中川圭士）
- 閃光のガングレイヴ（椎葉周）
- 殲滅ルキファー（十文字青）[注 6]
- 総理大臣 のえる! ボーイ・ミーツ・ボーイ（あすか正太）
- 空へかえろう（岩佐まもる）
  - 七光り探偵社・爆走中!スーパーマザーのお届け物
- 双星記（荻野目悠樹）

た行
- 多重人格探偵サイコ 特別編 可哀想なママの話（ルーシー・モノストーン）
- タイピングハイ!（長森浩平）
- 超迷惑戦隊マモルンジャーズ（中村うさぎ）
- 月巫女のアフタースクール（咲田哲宏）
- でたまか 青雲立志編（長谷敏司）
- てなもんや忍法帖（火浦功）
- デビルズ・ダイス（いとうのぶき）
- てのひらのエネミー（杉原智則）
- トイ・ソルジャー（長谷敏司）
- 盗賊剣士エドガー ノラ猫は後悔しない（七尾あきら）
  - エンド・マークはまだ早い
- 時載りリンネ!（清野静）
- .hack//Another Birth（川崎美羽）
- ドードー鳥と冬の空（森橋ビンゴ）
- 竜恋（鋼屋ジン）

な行
- “菜々子さん”の戯曲（高木敦史）

は行
- バス通り（中澤健一）
- 翅の残照（浅井ラボ）
- パリエル がしがしいきましょう!（林トモアキ）
- ハローワールド（涼風涼）
- Beat Gunner（浜崎達也）
- 秘密結社でいこう!（伊豆平成）
- ブラックホール・ダイバー（山本弘）
  - 正義が正義である世界
- Promise（ぱんたぐりゅえる）
- ベーカー・マティジュの騒動記 お買い物は危険がいっぱい（都築由浩）
- ポケロリ（竹井10日）

ま行
- メフイスト・カルテ 切断士（菊地秀行）
- マテリアル・クライシス しっぽと空飛ぶスピード狂（仁木健）
- 魔法王国カストゥール 復讐の継承者（ファーラム）（水野良）
- 魔法薬売りのマレア（ヤマグチノボル）
  - ストライク・ウィッチーズ
- みんなの賞金稼ぎ 無法トランジスタ。（池端亮）
  - Blood+
- 問題児たちが異世界からくるそうですよ?（竜乃湖太郎）

や行
- 遊々パラダイス（冴木忍）
  - 夜よりほかに知るものはなし
- 喚ばれて飛び出てみたけれど（丸本天外）

ら行
- 螺旋のプリンセス（椎野美由貴）
- リボーン・リバース（グループSNE&安達洋介）
- リングのカタマリ（秋田禎信）
- レディー・ガンナー外伝 （茅田砂胡）

わ行
- 鷲と鷹（須賀しのぶ）

### 漫画
- さむらいペンギン（栗田やすお）
- 橋本正枝の元気印になる方法（橋本正枝）
- ほしな☆ミラクル（須田さぎり）
- 真鍋譲治の地獄へのご案内（真鍋譲治）
- ロードス島戦記 ファリスの聖女（山田章博 / 水野良）

### コラム、エッセイ（漫画形式含む）
- RPG何でも箱（安田均）
- 海の向こうにアキバあり?（堺三保）
- おっさんのたまご（秋田禎信）
- キャラクター小説の作り方（大塚英志）
  - 正しい文学
- ザ・スニーカー小説コンテスト 誌上トライアル
- 死体置き場で会いましょう（平山夢明）
- 話してもわからん!!（西炯子）
- FUZZBALL PRESS（深沢美潮）
  - 深沢電機有限会社
- 平成トンデモ研究所（と学会 / 山本弘）
- わたしの学生時代

### ザ・スニーカースペシャル
か行
- かつみの告白（新井素子）
- 鴉たちの森（前田珠子）
- 御用心!!シリーズ（岡野麻里安）

さ行
- 真紅の貴婦人（榊原姿保美）
  - 死んでしまった弟
- 末枯れの花守り（菅浩江）
- 戦国餓狼伝（藤水名子）
- 双剣奇談（飛天）
- 卒業II番外編（塚本裕美子）

な行
- 中村うさぎのビンボー日記（中村うさぎ）[注 7]

は行
- 橋本正枝の元気印になる方法（橋本正枝）[注 7]
- 話してもわからん!!（西炯子）[注 7]
- ピアリス（木下司[注 8]）

ま行
- まほろばんぼの史書（加藤洋之&後藤啓介）
- 緑の戦士（栗本薫）[注 7]

ら行
- ラツァラーンの夜（神月摩由璃）
  - 紅き死の女神